# Sphex lucae
Sphex lucae är en biart som beskrevs av De Saussure 1867. Sphex lucae ingår i släktet Sphex och familjen grävsteklar. Inga underarter finns listade i Catalogue of Life.